# Torre Arcos Bosques I
La Torre Arcos Bosques I es un rascacielos ubicado en Paseo de los Tamarindos n.º 400 A, Colonia Bosques de las Lomas, Delegación Cuajimalpa en la Ciudad de México. Cuando finalizó su construcción se convirtió en el cuarto edificio más alto de la Ciudad de México, hasta el año 2007, año en el cual empezó la construcción de varios edificios más altos. El conjunto es obra de los arquitectos mexicanos Teodoro González de León (1926-2016), J. Francisco Serrano (1937) y Carlos Tejeda (1947-2006). Coloquialmente, este edificio es conocido como el "Edificio del Pantalón" o simplemente "El Pantalón".
Este edificio tiene el helipuerto más alto de la zona Bosques de las Lomas y Santa Fe, situado a 2.560 metros sobre el nivel medio del mar.
También formó parte de los nuevos edificios construidos a mediados de la década de los 90, junto con Torre Mural, Torre Altus, Edificio Reforma 265, Residencial del Bosque 1, Residencial del Bosque 2 también llamadas Torres Gemelas de Polanco.

## La forma
- Su altura es de 161.5 metros, tiene 33 pisos, además de contar con un espacio de oficinas de 73.760 metros cuadrados.
- Su uso es de oficinas privadas.
- Cuenta con 24 (ascensores) 10 de ellos que se mueven a una velocidad de 5,5 metros por segundo, por lo cual son considerados de alta velocidad.
- Es muchas veces llamado "El Pantalón" o edificio del Pantalón, por la forma que tiene, que asemeja a un pantalón de vestir.

## Historia de la torre
La historia de este proyecto comienza el 28 de agosto de 1980 cuando el Gobierno de la Ciudad de México otorga el permiso de uso de suelo para construir edificios de más de 161 metros en los terrenos de la Sección XVII de Bosques de las Lomas, fraccionamiento residencial cuyo desarrollo había iniciado en los años setenta.
Arcos Bosques Corporativo nace como un concepto totalmente nuevo en edificios de oficinas y ha logrado situarse como el símbolo de modernidad de la Ciudad de México, donde empresas de prestigio mundial han establecido sus centros de operación.

## Detalles importantes
- En este edificio se encontraban las oficinas de Microsoft México (Torre A) pero en el año 2008 se cambiaron a otro edificio de la zona . De igual forma se encuentran las oficinas corporativas de Xerox Mexicana (OCS114264), Cisco Systems, Symantec Corporation, Toyota y otras importantes firmas de abogados y de corporaciones transnacionales.
- Este edificio está construido sobre una gran mina de arena propiedad de Efren Ledesma Santillan.
- Se empezó a construir en 1993 y finalizó en 1996.

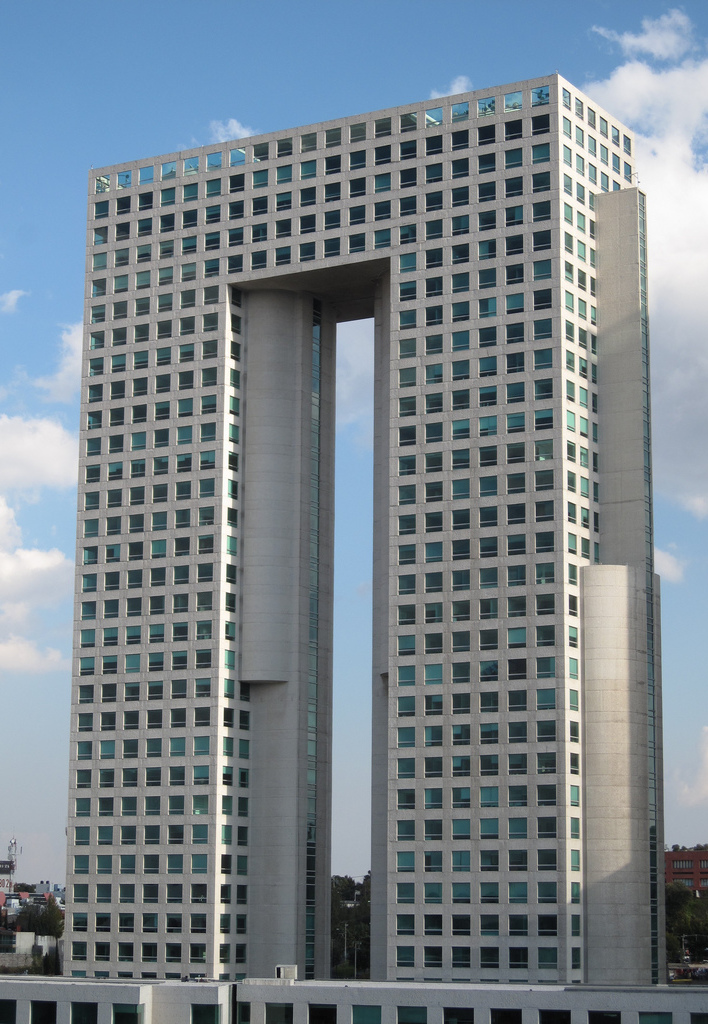
Torre Arcos I.

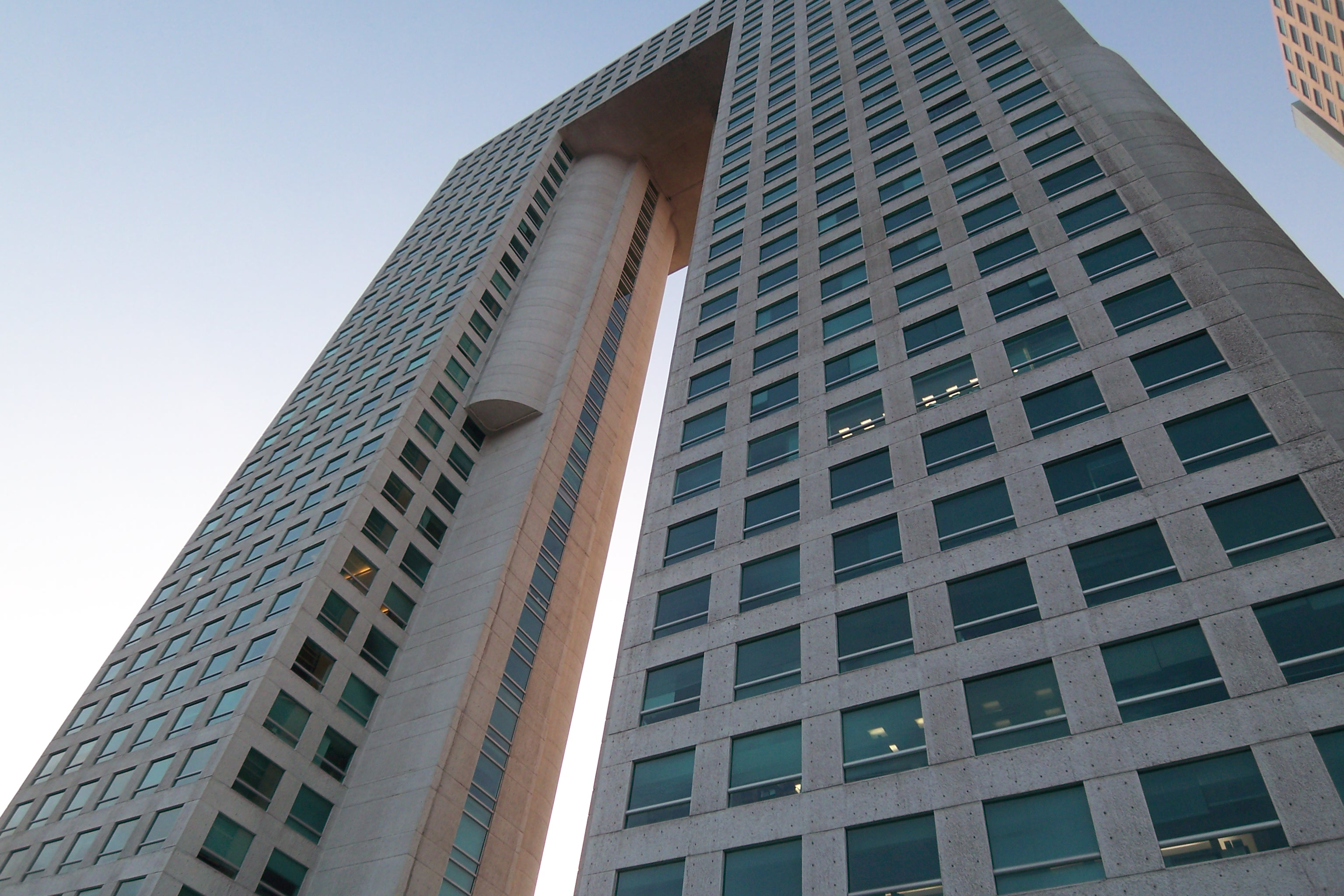
Torre Arcos I.

- La construcción inició en 1991 con el Edificio Oriente, con un total de 32.000 m² de oficinas, el cual fue terminado en agosto de 1993 y en la segunda etapa de construcción, se llevó a cabo Torre Arcos 1, sumando 73.760 m² al conjunto y fue inaugurada en junio de 1996.
- En febrero de 2008 se concluyó la construcción de su "Torre gemela" Torre Arcos Bosques II.
- La altura de piso a piso es de 4,575 m (15' pies).
- El área total del rascacielos es de 73.760 m²[1] y cuenta con helipuerto.
- Cuenta con 4 niveles subterráneos de estacionamiento.
- El proyecto del conjunto de 254.000 m² de oficinas y 350.000 m² de estacionamiento para 10.800 automóviles, fue ganado en un concurso en 1990.
- Los materiales que usaron para construir este rascacielos fueron: concreto blanco reforzado, cristal templado y aluminio.
- La Torre Arcos Bosques I fue construida a una media de 1 planta en 2 semanas.
- La cimentación del edificio es a base de zapatas corridas para muros y zapatas aisladas para columnas.

## Edificio inteligente
Cabe destacar que fue el primer edificio inteligente en América Latina ya que la torre está equipada por el Building Management System (BMS), un sistema inteligente que controla todas las instalaciones y equipos de forma armónica y eficiente para proteger la vida humana de los inquilinos. A este sistema están integrados los sistemas: eléctrico, hidro-sanitario, de elevadores y protección contra incendio y tiene la capacidad de controlar la iluminación del edificio.
Es considerado un edificio inteligente, debido a que el sistema de luz es controlado por un sistema llamado B3, al igual que el de Torre Mayor, Torre Ejecutiva Pemex, World Trade Center México, Torre Altus, Torre Arcos Bosques II, Reforma 222 Centro Financiero, Torre Latinoamericana, Edificio Reforma 222 Torre 1, Haus Santa Fe, Edificio Reforma Avantel, Residencial del Bosque 1, Residencial del Bosque 2, Torre del Caballito, Torre HSBC, Panorama Santa fe, City Santa Fe Torre Amsterdam, Santa Fe Pads, St. Regis Hotel & Residences, Torre Lomas.
Cuenta con un sistema automático ahorrador de agua, siendo este sistema pionero en México, y se le considera un edificio ecológico.
También cuenta con elevadores automáticos.
El edificio cuenta con manejadoras de aire automática para surtir a cada nivel.
El edificio cuenta con los siguientes sistemas:
- Sistema de generación y distribución de agua helada ahorrador de energía.
- Sistema de volumen variable de aire (unidades manejadoras de aire y preparaciones de ductos de alta velocidad en cada nivel de oficinas).
- Sistema de extracción sanitarios generales en cada nivel de oficinas.
- Sistema de ventilación mecánica de aire automático en estacionamientos,
- Sistema de extracción mecánica cuarto de basura.
- Sistema de acondicionamiento de aire automático tipo Mini-Split para cuarto de control, administración, venta y sala de juntas.

### Sistema de detección de incendios
La torre cuenta con sistemas de detección y extinción automáticos de incendios. Todas las áreas comunes, incluyendo los sótanos de estacionamiento, cuentan con sistema de rociadores y de detectores de humo conectados al sistema central inteligente del edificio. Además, como complemento del sistema se instalaron gabinetes con manguera, con un extintor de polvo químico seco tipo ABC de 6 kg. 

### Sistema de extracción de humos
En el cuarto se instalaron:
- Una bomba Jockey para mantener la presión.
- Una bomba con motor eléctrico para el servicio normal.
- Una bomba con motor de combustión interna para el servicio de emergencia.

- Todos los tableros y accesorios para el funcionamiento de los equipos contra incendio son totalmente automáticos y son conectados al sistema inteligente de la torre.

## Datos clave
- Altura - 161.5 metros.
- Área total - 115.000 metros cuadrados.
- Espacio de oficinas - 73.760 metros cuadrados.
- Pisos - 4 niveles subterráneos de estacionamiento, vestíbulo de doble altura, 32 niveles de oficinas, cuartos de máquinas en azotea y helipuerto.
- Estructura de concreto blanco reforzado con:
  - 35.000 metros cúbicos de concreto
  - 20.000 toneladas de acero estructural y de refuerzo
- Condición: En uso
- Rango: 	
  - En Latinoamérica: 27.º lugar
  - En México: 9.º lugar, 2011: 19.º lugar
  - En Ciudad de México: 8.º lugar, 2011: 12.º lugar
  - En Bosques de las Lomas: 2.º lugar